# Гомонівка (зупинний пункт)
Гомонівка (біл. Гоманаўка) — зупинний пункт Могильовського відділення Білоруської залізниці в Осиповицькому районі Могильовської області. Розташований за 1,7 км на захід від села Кричевець, за 3,1 км на схід від села Гомонівка; на лінії Верейці — Гродзянка, поміж зупинними пунктами Осове і Уборок.